# Тольяттинский политехнический колледж
Тольяттинский политехнический колледж (ТПК) — учреждение среднего профессионального образования в городе Тольятти.

## История
Основан в 1951 году Постановлением № 633 Совета Министров СССР от 01 марта 1951 года и приказом № 334 Министра внутренних дел СССР от 15 мая 1951 года как Ставропольский вечерний гидротехнический техникум по инициативе и под руководством Ивана Васильевича Комзина. В 1952 году при техникуме открыты курсы, на которые принимались квалифицированные рабочие, мастера и прорабы без специального технического образования. В 1954 году состоялся первый выпуск.
Распоряжением № 465 Совнархоза Средне-Волжского экономического района города Куйбышева от 25 апреля 1964 года переименован в Ставропольский политехнический техникум. Тогда же открылось дневное отделение.
Указом № 126 Президиума Верховного Совета РСФСР от 28 августа 1964 года город Ставрополь переименован в Тольятти. Тогда же переименован в Тольяттинский политехнический техникум.
Приказом № 59 Центра подготовки кадров промышленности строительных материалов и отраслевого машиностроения Государственной ассоциации «Союзстройматериал» от 17 мая 1991 года техникум переименован в колледж.

## Руководство
- Иван Васильевич Комзин
- Г. Ф. Прасолов
- Виктор Алексеевич Давыдов
- Евгений Александрович Перелыгин